# Ahtapot salatası
La ensalada de pulpo (en turco: ahtapot salatası) es un plato típico de la cocina turca, considerado un meze, es decir, un aperitivo o entrante. Fue introducido en la península anatólica por los refugiados turcos que habitaron la isla de Creta (Grecia) hasta 1923, cuando se dio el intercambio de poblaciones entre Grecia y Turquía como consecuencia de la Guerra Greco-Turca (1919-1922). Por ello, se considera uno de los platos de la categoría de «platos cretenses» (Girit yemekleri) que existe actualmente en la cocina turca. También es una ensalada típica de la cocina turcochipriota.

## Preparación
El pulpo se cocina generalmente hirviéndolo en agua, aunque a veces se puede cocinar a la parrilla. Posteriormente se le retiran los «botones» (ventosas) y la piel, y se trocea. Se mezcla en una ensalada con pimientos morrones rojos y verdes, cebolla picada, pimienta negra, aceitunas verdes o negras y ajo. Se suele emplatar con un decorado de hojas de perejil fresco.